# Diocesi di Orizaba
La diocesi di Orizaba (in latino Dioecesis Orizabensis) è una sede della Chiesa cattolica in Messico suffraganea dell'arcidiocesi di Jalapa. Nel 2023 contava 693.779 battezzati su 761.193 abitanti. È retta dal vescovo Francisco Eduardo Cervantes Merino.

## Territorio
La diocesi comprende 28 comuni nella zona centrale dello stato messicano di Veracruz.
Sede vescovile è la città di Orizaba, dove si trova la cattedrale di San Michele arcangelo.
Il territorio si estende su una superficie di 2.012 km² ed è suddiviso in 44 parrocchie, raggruppate in 5 decanati: Orizaba, Citlaltépetl, Zongolica, Tequila e Ixtaczoquitlán.

## Storia
La diocesi è stata eretta il 15 aprile 2000 con la bolla Adiutorium ferre di papa Giovanni Paolo II, ricavandone il territorio dall'arcidiocesi di Jalapa.
Il 3 agosto 2001 è stato fondato il seminario vescovile La Sagrada Familia.

## Cronotassi dei vescovi
Si omettono i periodi di sede vacante non superiori ai 2 anni o non storicamente accertati.
- Hipólito Reyes Larios † (15 aprile 2000 - 10 aprile 2007 nominato arcivescovo di Jalapa)
- Marcelino Hernández Rodríguez (23 febbraio 2008 - 11 novembre 2013 nominato vescovo di Colima)
- Francisco Eduardo Cervantes Merino, dal 2 febbraio 2015

## Statistiche
La diocesi nel 2023 su una popolazione di 761.193 persone contava 693.779 battezzati, corrispondenti al 91,1% del totale.
| anno | popolazione | popolazione | popolazione | presbiteri | presbiteri | presbiteri | presbiteri                | diaconi | religiosi | religiosi | parrocchie |
| anno | battezzati  | totale      | %           | numero     | secolari   | regolari   | battezzati per presbitero | diaconi | uomini    | donne     | parrocchie |
| ---- | ----------- | ----------- | ----------- | ---------- | ---------- | ---------- | ------------------------- | ------- | --------- | --------- | ---------- |
| 2000 | 490.000     | 555.302     | 88,2        | 56         | 49         | 7          | 8.750                     |         | 7         | 185       | 35         |
| 2001 | 490.000     | 555.302     | 88,2        | 56         | 49         | 7          | 8.750                     |         | 7         | 185       | 35         |
| 2002 | 490.000     | 555.302     | 88,2        | 56         | 49         | 7          | 8.750                     |         | 7         | 185       | 35         |
| 2003 | 498.648     | 551.010     | 90,5        | 70         | 57         | 13         | 7.123                     |         | 20        | 168       | 40         |
| 2012 | 584.000     | 657.000     | 88,9        | 89         | 76         | 13         | 6.561                     |         | 18        | 123       | 43         |
| 2013 | 589.000     | 663.000     | 88,8        | 89         | 77         | 12         | 6.617                     |         | 16        | 120       | 43         |
| 2016 | 693.770     | 761.193     | 91,1        | 90         | 79         | 11         | 7.708                     |         | 14        | 117       | 44         |
| 2019 | 644.401     | 722.345     | 89,2        | 89         | 69         | 20         | 7.240                     |         | 28        | 128       | 44         |
| 2021 | 666.600     | 745.220     | 89,5        | 89         | 71         | 18         | 7.489                     |         | 20        | 128       | 44         |
| 2023 | 693.779     | 761.193     | 91,1        | 88         | 73         | 15         | 7.883                     |         | 17        | 122       | 44         |